# Lasiobelba kuehnelti
Lasiobelba kuehnelti är en kvalsterart som först beskrevs av Csiszár 1961.  Lasiobelba kuehnelti ingår i släktet Lasiobelba och familjen Oppiidae. Inga underarter finns listade i Catalogue of Life.